# 朴槿惠
朴槿惠（韩语：／ Park Geun-hye，發音：[pak‿k͈ɯn.hje] ⓘ；1952年2月2日—），大韩民国第18任總統，前总统朴正熙长女，韩国宪政史上首位女性总统，首位在朝鲜战争爆发后出生的总统和首位“二代总统”，韩国目前唯一曾代理过第一夫人的总统。朴槿惠也是韩国自1987年開始民主化以來唯一一位在總統選舉中得票率過半的總統。
朴槿惠1952年2月2日出生于朝鲜战争时期的韓國庆尚北道大邱市，1974年从西江大学电子工程系毕业后，留学法国。期间，其母陆英修在1974年8月15日韩国光复29周年纪念典礼上被朝鲜间谍文世光杀害。由于朴正熙无意再娶，朴槿惠代替其母履行韓國第一夫人的职责。1979年10月26日，朴正熙被韓國中央情报部部长金载圭枪杀后，她带着妹妹和弟弟从青瓦台搬回位于新堂洞的老宅。1997年亚洲金融危机时期，她结束隐居生活正式进入政坛。此后她先后出任大国家党副代表以及代表，连续5次当选国会议员，2012年，以韩国总统选举历史上首次超过半数的得票率（51.6%）成功当选韩国第18任总统，成为韩国乃至东北亚地區历史上首位民選女性国家元首。
2016年12月9日，朴槿惠因崔順實事件而被韓國國會通過弹劾；2017年3月10日，韓國宪法法院以8:0一致裁定弹劾成立，成为大韓民國歷史上首位因彈劾而下台的總統。

## 学生时期

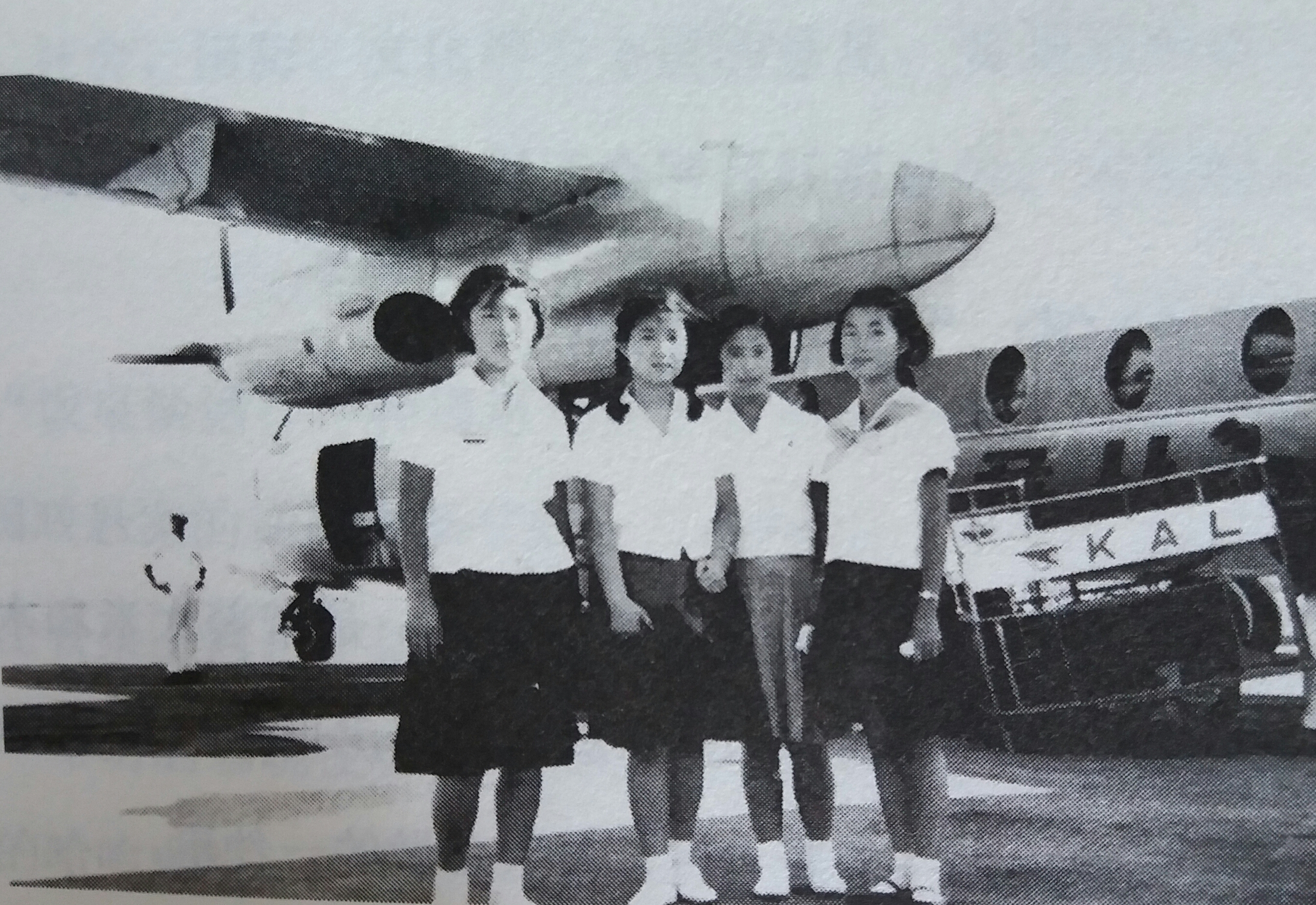
孩提时期的朴槿惠（左二）

朴槿惠1952年2月2日出生于朝鲜战争时期的韩国庆尚北道大邱市三德洞，战争结束后随家人搬往首尔:1。1963年12月朴正熙成为总统后，朴槿惠随父母搬进了青瓦台:77。1964年从首尔奖忠小学毕业后，朴槿惠进入首尔圣心女子初中，1967年毕业，后进入首尔圣心女子高中。受她父亲的影响，朴槿惠立志要为韩国发展电子科技效力，因此选择报考电子专业。1970年高中毕业后，她考入西江大学电子工程系学习。大学期间，她生活非常低调，全身心地学习功课，不参加过任何联谊活动，也不参加社交性的派对等。1974年，她以全系第一名的成绩从该校毕业:22-23:1。
从西江大学毕业后，朴槿惠留学法国，选择先在格勒诺布尔提高法语水平。期间，她与一名加拿大留学生一起寄宿在法国当地一位单身母亲家庭。1974年8月15日，陆英修在陪同朴正熙出席韩国光复29周年纪念活动时被来自日本的朝鲜刺客文世光误杀。朴槿惠在接到韩国驻法使馆工作人员的通知后，便结束了短暂的法国留学回到韩国。:33-40:52-67

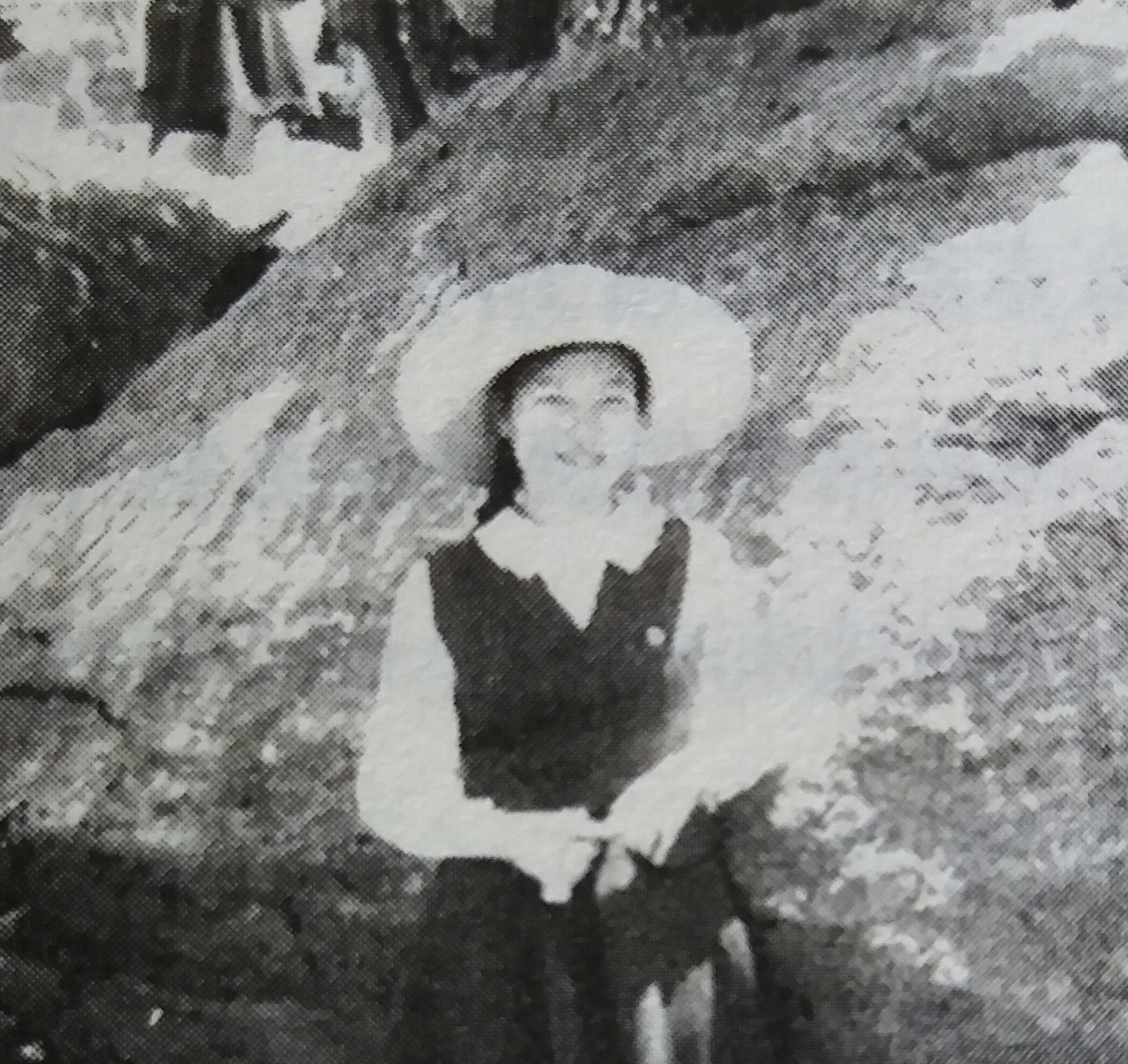
少年时期的朴槿惠

## 代理第一夫人
早在学生时期，朴正熙和陆英修就让朴槿惠参与一些外交场合，对外出访时也有时会让朴槿惠同行。1972年10月，年仅20岁的朴槿惠就代替繁忙的陆英修应邀出访了西班牙，用西班牙语帶稿做出5分钟的演讲，首次登上外交舞台。1973年1月，她再次代替陆英修出访夏威夷，参加那里的韩国移民10周年庆典活动:28-31:35-40。
1974年陆英修被暗杀后，由于朴正熙无意再娶，朴槿惠以總統長女的身分代替其母履行韩国第一夫人的职责，每天阅读、处理大量的民众来信，参与公益活动，出现国内外重大场合。1974年，她开始担任女童子军名誉总裁。她还展开了延续“新村运动”精神，旨在提高国民素质的“新心运动”:42-51:68-91。由于落后的医疗保险制度，许多低收入者生病后无法承担医院的治病费用。陆英修生前为救济穷人建立了“受惠免费诊疗所”。朴槿惠除了继续关照母亲所建了免费诊所外，还于1976年12月在圣洁教（基督教的一个教派）首尔神学大学开设了夜间医院。医生和大学医学院学生志愿在此义诊。老人免费治疗，一般群众只收取实际费用。夜间医院在社会上影响很大，前来就医的人很多。1979年，夜间医院改名为“新心医院”。朴正熙也偶尔会来医院查看，感受建立完整医疗保险制度的迫切性。1976年，韩国全面修订原有的《医疗保险法》，规定1977年1月1日起，所有5人以上公司必须强行入保:93-96。
作为第一夫人，朴槿惠还负责参与出席各种外事活动。期间，她得以与世界各国首脑和顶尖人物会面，并一直与他们保持着良好的关系。1979年6月，时任美国总统吉米·卡特和夫人罗莎琳·卡特访韩。由于卡特与朴正熙在韩国人权问题、驻韩美军去留等方面存在巨大分歧，双方的会见火药味非常浓。卡特甚至回绝了国宾礼遇，在驻韩美军宿舍就寝。朴槿惠借卡特总统与驻韩美军清晨一起慢跑为话题，与卡特夫人沟通韩国国情和保留驻韩美军的必要性，最终打破外交僵局，使朴正熙与卡特的会谈得以顺利进行下去。:53-56:97-102
1979年10月26日，朴正熙被中央情报部部长金载圭枪杀。朴槿惠在9日国丧后带着妹妹和弟弟搬出青瓦台，回到新堂洞的老宅。全斗焕通过双十二政变掌握大权后，为了有别于朴正熙，开展了批判朴正熙独裁的政治运动。许多原先朴正熙的支持者也转而攻击、诬陷朴正熙。朴槿惠三姐弟连续六年都没敢在朴正熙的祭日举行公开的拜祭仪式。为了让世人对父亲有个公正的评价，朴槿惠开始了“父亲追悼事业”。在好心人的帮助下，她出版了《民族的领导者》一书，并录制了电影《祖国的灯光》。渐渐地，媒体开始出现对朴正熙的正面评价。1982年，她短暂担任岭南大学理事长的职务，但由于政治圈的压力，被迫放弃。她担任了母亲陆英修生前育英财团理事长的职务，后于1990年将此职位转让给了妹妹朴槿姈。:62-75:113-134
父亲死后三个月，朴槿惠曾参拜首尔的佛寺，但未获慰藉，又前往天主教教堂，接受了洗礼。她开始大量阅读各种哲学和宗教书籍，尝试相信各种宗教，但仍思绪混乱。朴槿惠父母曾在中国东北生活，自幼教朴槿惠中文，认识汉字，朴正熙曾给朴槿惠中国古典小说《三国演义》，朴槿惠十分欣赏其中的人物赵云。1980年秋，朴槿惠开始阅读中国哲学家冯友兰的《中国哲学简史》并写下了大量日记，这本书给了朴槿惠很大的启发和鼓励，朴槿惠曾说：“在我最困难的时期，使我重新找回内心平静的生命灯塔的，是中国著名学者冯友兰的著作《中国哲学史》。它蕴含了让我变得正直和战胜这个混乱世界的智慧和教诲。”她推崇冯友兰的儒道兼修和老庄的无为而治，1989年弟弟朴志晚因吸毒被拘留，朴槿惠也未去探视，引发妹妹朴槿姈的反感，朴槿姈后成为了朴槿惠的反对者。1987年，朴槿惠前往台湾留学。

## 政坛生涯

### 步入政坛
1997年，亚洲金融风暴席卷韩国。经济危机中，许多韩国人开始怀念朴正熙的时代，期望第二次汉江奇迹的出现。1997年12月10日，在第15届韩国总统大选的前8天，离开青瓦台18年的朴槿惠决定结束隐居生活正式步入政坛，支持大国家党（可追溯到朴正熙所建的民主共和党）候选人李会昌。在1998年4月的第二次补缺选举中，朴槿惠被大国家党推举参加补选。打出“为完成父亲未完成的事业尽一点力”口号的朴槿惠在大邱达城以压倒性优势当选国会议员。同年4月9日，朴槿惠首次在国会发言。:80-87:145-158
2000年5月，朴槿惠在大国家党全党大会上当选副代表。由于其政党改革受阻，朴槿惠2002年退出大国家党，另起炉灶成立政黨。2002年5月，朴槿惠以欧洲-韩国财团理事的身份应邀出访朝鲜，得到朝鲜劳动党总书记金正日的接见。金正日为她安排了从北京到平壤的专机，并安排她下榻于百花园迎宾馆2000年金大中访朝时住过的房间。访问结束后，她经板门店回韩国。2002年韩国第16届总统选举前夕，朴槿惠在大国家党党首李会昌的邀请下，重归大国家党支持李会昌竞选总统。不过李会昌再次选举失败，后退出政坛。卢武铉就任韩国总统后，大国家党非法政治献金丑闻被曝光，被韩国国民冠以“运钞车党”的罪名，国民支持率直线下降。时任党首崔秉烈被迫引咎辞职。:90-91:163-179:147-161

### 大国家党代表

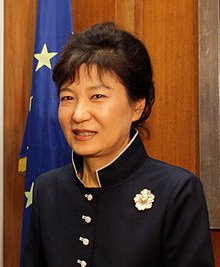
2011年的朴槿惠

2004年3月23日，朴槿惠在大国家党临时大会上击败其他四位候选人当选大国家党代表。为消除大国家党在民众“运钞车党”的恶名，朴槿惠将她入职的第一天定为赎罪日，摘掉了党部大楼的“大国家党”的铜匾，向国民赎罪，用汝矣島中小企业展示用地搭起的帐篷作党部。当天，她还参拜了国立墓地，在明洞圣堂、曹溪寺和永乐教会出席天主教、佛教和基督教三大宗教的忏悔仪式。由于大国家党贪污、腐败、性骚扰、假公济私等丑闻，有媒体民调显示大国家党在2004年4月15日的国会选举中可能只能拿到两个席位，最多也不会超过50个席位。为挽回局面，朴槿惠在3月30日晚含泪发表了极具感染力的电视演说。最终大国家在选举中获得了121个席位，成为韩国第二大在野党。:90-95:67-71
2006年5月20日，朴槿惠在首尔新村地区现代百货商场门前为候选人吴世勋参加首尔市长选举造势演说，忽然遭到一名男子袭击。朴槿惠脸部被该男子手中的文具刀割开11公分的大口子，鲜血直流。但她神色镇定，只是用手按住伤口，还要继续讲话。之后，她被送往医院手术住院。此次袭击险些要了朴槿惠的命，如果伤口再向下一点，就会碰到颈动脉，再深0.5厘米就会切断面部神经，导致面部麻痹。5月29日，朴槿惠不顾大家反对执意出院，脸上带着胶布前往大田、首尔为大国家党演说拉票。此次遇袭事件给予当时的执政党很大的冲击，而且平息了大国家党的丑闻。在5月31日的地方选举中，大国家党大获全胜，赢得了包括大田、首尔在内的12个地区的胜利。:95-98:170-171
2007年6月11日，朴槿惠宣布竞选大国家党第17届总统候选人，并辞去党代表的职务。她的竞争对手是前首尔市长李明博。两人开始了“70天党内血战”。8月20日，李明博最终以领先1.5%的微弱优势战胜朴槿惠，当选总统候选人。:98-100:171-173

### 竞选总统
2011年，大国家党在首尔市长地方选举失利后一蹶不振。时任韩国总统李明博的支持率也急剧下降。大国家党时任代表洪准杓因所谓的大国家党攻击总统选举委员会网站“DDOS风波”被迫引咎辞职。2011年12月，担任大国家党非常对策委员会委员长的朴槿惠进行了改革。除人事变更外，她还将大国家党改名为“新国家党”，并将大国家党的象征色由蓝色改为象征2002年世界杯年轻浪潮的红色，以拉近与年轻人的距离。:174-176
2012年7月10日，朴槿惠正式宣布参加2012年韩国第18届总统选举。作为前总统朴正熙的女儿，她得到了保守派和大部分中老年人的支持。但由于自由派和部分年轻人视朴正熙为独裁者，朴正熙女儿的身份也使她遭到质疑。李明博留下的烂摊子也让人们对新国家党产生不满和不信任感，但却仍然对朴槿惠个人留有好感。朴槿惠的主要竞争对手是左派民主统合党候选人文在寅和中左派无党派候选人安哲秀，以及亲朝鲜的统合进步党候选人李正姬。文在寅与安哲秀的对策是联合在一起对付朴槿惠。2012年11月23日，安哲秀最终决定退出竞选，并表示倾向支持文在寅。:102-106此外，由于李正姬在首轮电视辩论会上称韩国政府为“南部”政府，损害韩国“正统性”，12月10日韩国国民金某向首尔中央地方法院对其提起诉讼。迫于压力，李正姬于12月16日宣布退出竞选。
2012年12月19日，第18届韩国总统选举正式拉开帷幕。经过激烈的角逐，朴槿惠最终战胜文在寅成功当选韩国第18任总统，成为韩国宪政史上的首位女性总统。韩国中央选举委员会在12月20日宣布的投票结果是朴槿惠获得了51.6%的选票，文在寅的得票率是48%:106-111。51.6%的得票率也使朴槿惠成为韩国1987年总统直选以来首位得票率超过半数的总统当选人。此外，朴槿惠也是韩国首位理工科出身的总统:106-108。

## 总统任期

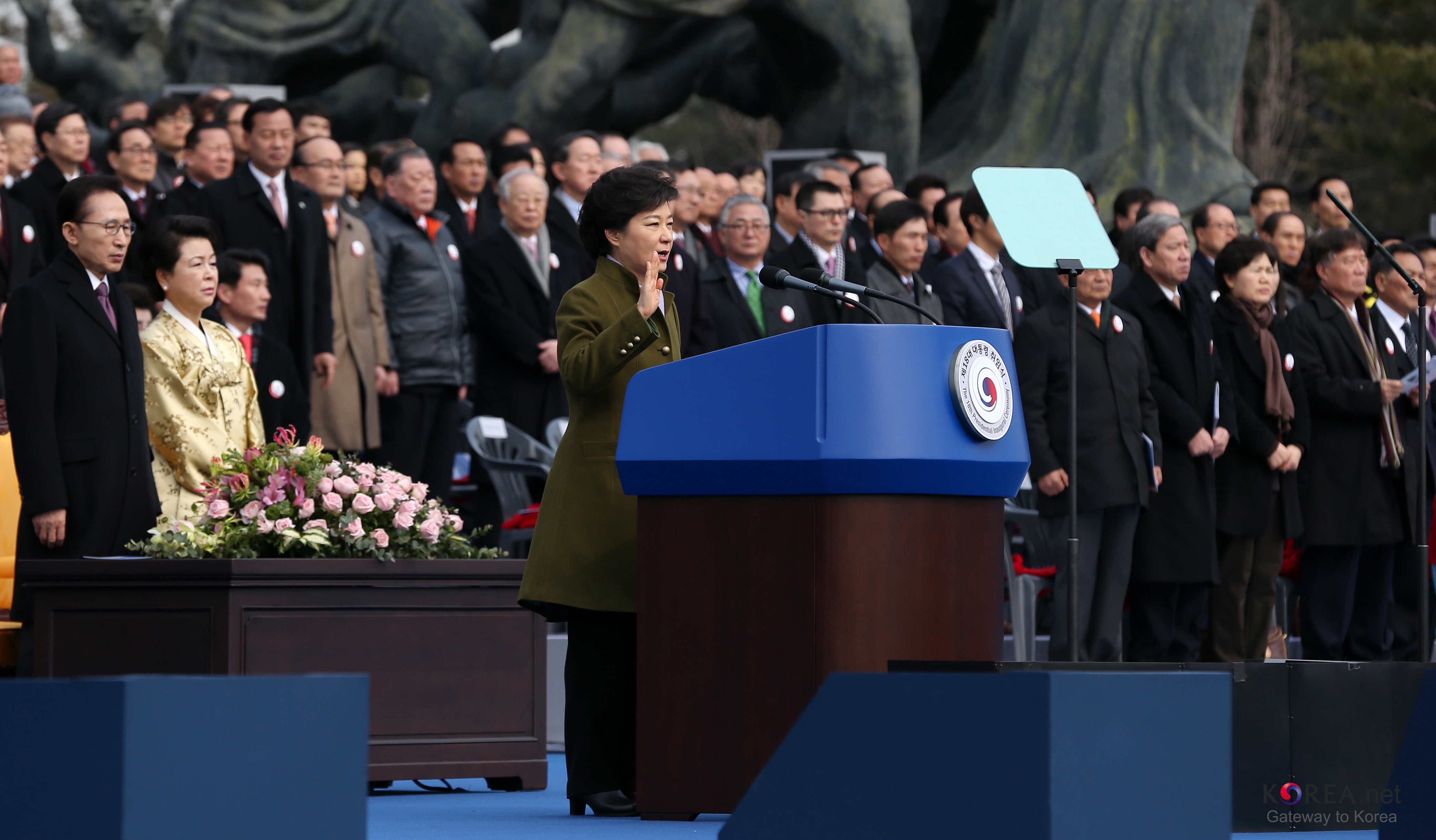
总统就职仪式上的朴槿惠

2013年2月25日，凌晨0点，朴槿惠正式成为大韩民国第18任总统。同日，韩国举办了盛大的总统就职仪式，中华人民共和国国务委员刘延东（实候任国务院副总理）、日本副總理麻生太郎、美国总统国家安全事务助理湯瑪斯·多尼隆、泰国总理英拉等外国政要，以及约7万名韩国官员及国民参加了她的就职典礼。她在就職演說中表示，將「順應民意，實現韓國經濟復興、國民幸福、文化昌盛的偉大夢想，為建設一個國富民安的大韓民國而不懈努力」。时隔34年，朴槿惠重归青瓦台。:111-113

### 内政
上任伊始，朴槿惠提出了为实现“国民幸福”的三大核心课题：“经济民主化”、“就业”和“福利”。经济民主化是指通过建立公正、透明的市场经济秩序，以最大保证社会的公正性。第二个课题是通过提高传统产业与服务业的竞争力，为那些想要通过工作实现梦想的人，不断创造出更多、更好的工作岗位。第三个课题是建立符合韩国国情，对国民有实际帮助的终身福利制度。:132-135
就任以后，她为了实施自己的国政目标，对青瓦台和政府组织进行了改编，新设了未来创造科学部、海洋水产部，并重新引进经济副总理制度，外交、安保和国防由国家安保室长，经济、社会、福祉则由经济副总理来掌管。在缓解韩国社会内部的矛盾，实施共存和相生文化方面，2013年6月17日成立了“国民大统合委员会”，2013年6月5日发表了经济复兴和创造工作岗位的核心方案“创造型经济”的实施计划。

### 外交

#### 朝鮮半島南北关系
在对朝政策方面，朴槿惠起初不是像李明博那样一味地倾向于强硬态度，而是希望推行“朝鲜半岛信任进程”。不过，朝鲜认为朴槿惠的政策只是李明博“无核、开放、3000构想”政策的翻版。2013年3月11日，美韩进行了针对朝鲜的名为“关键决断”联合军演，以回应朝鲜在同年早先进行的包含第三次核试验在内的一些列挑衅行为，对朝鲜刺激很大。朝鲜人民军最高司令部为此宣布从韩美联合军演的3月11日起，《朝鲜停战协定》全面作废。3月27日，朝鲜又切断了西海地区的韩朝军事热线。之后，开城工业园区也曾一度关闭:308。2016年2月10日，韩国在朝鲜进行了第四次核试验和发射“光明星4号”卫星后，宣布全面中断南北仅存的经济合作项目开城工业园区，双方关系陷入僵局。

#### 韩美关系

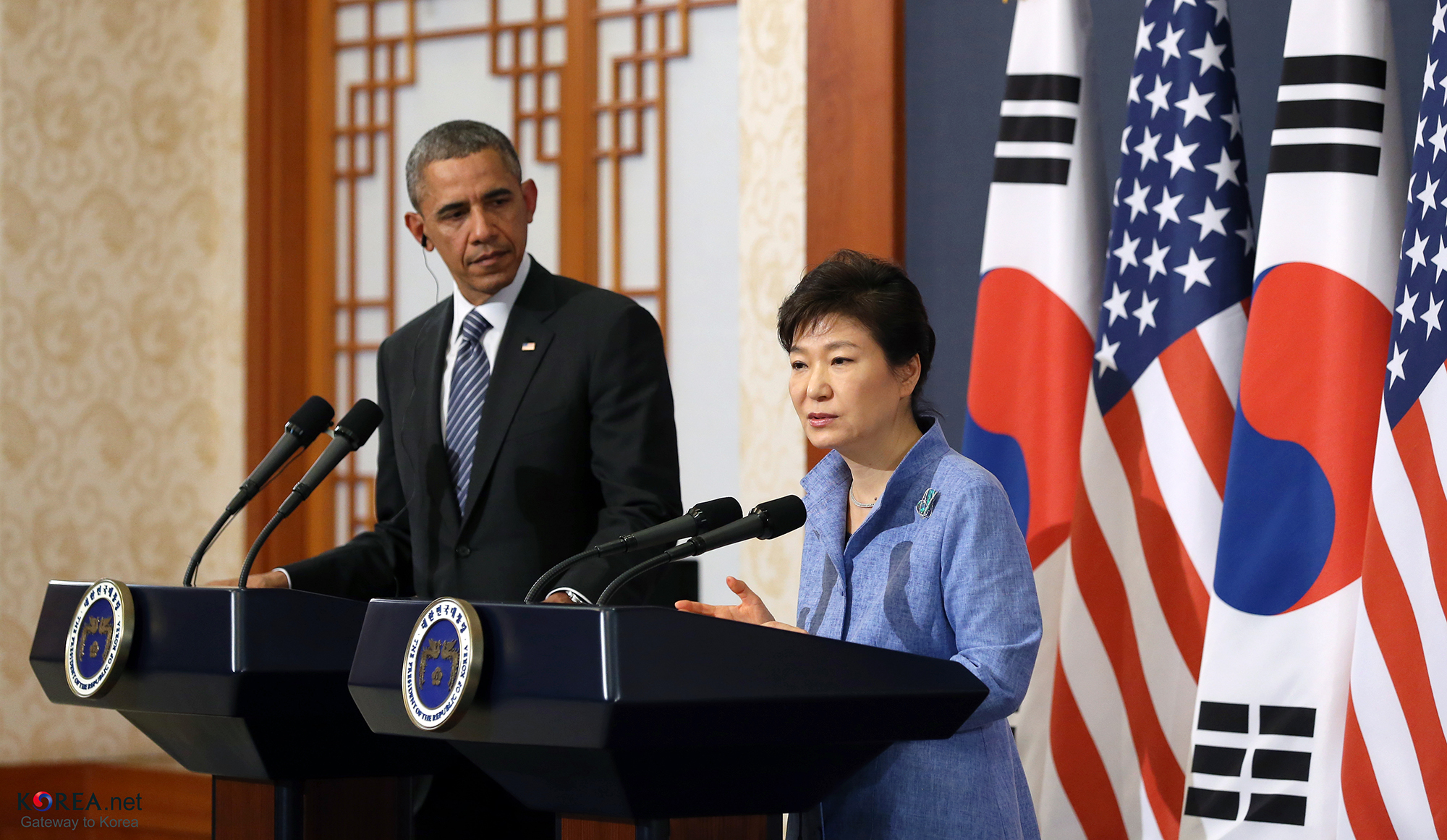
2014年4月25日美国总统贝拉克·奥巴马访问首尔

韩美关系在朴槿惠担任韩国总统期间，继续得到巩固。2013年5月7日，朴槿惠访美期间，双方将韩美同盟从“全面战略同盟关系”提升为“全球伙伴关系”。2014年4月，时任美国总统奥巴马对韩国进行了回访，并归还了9枚朝鲜王朝印章。

#### 韩中关系

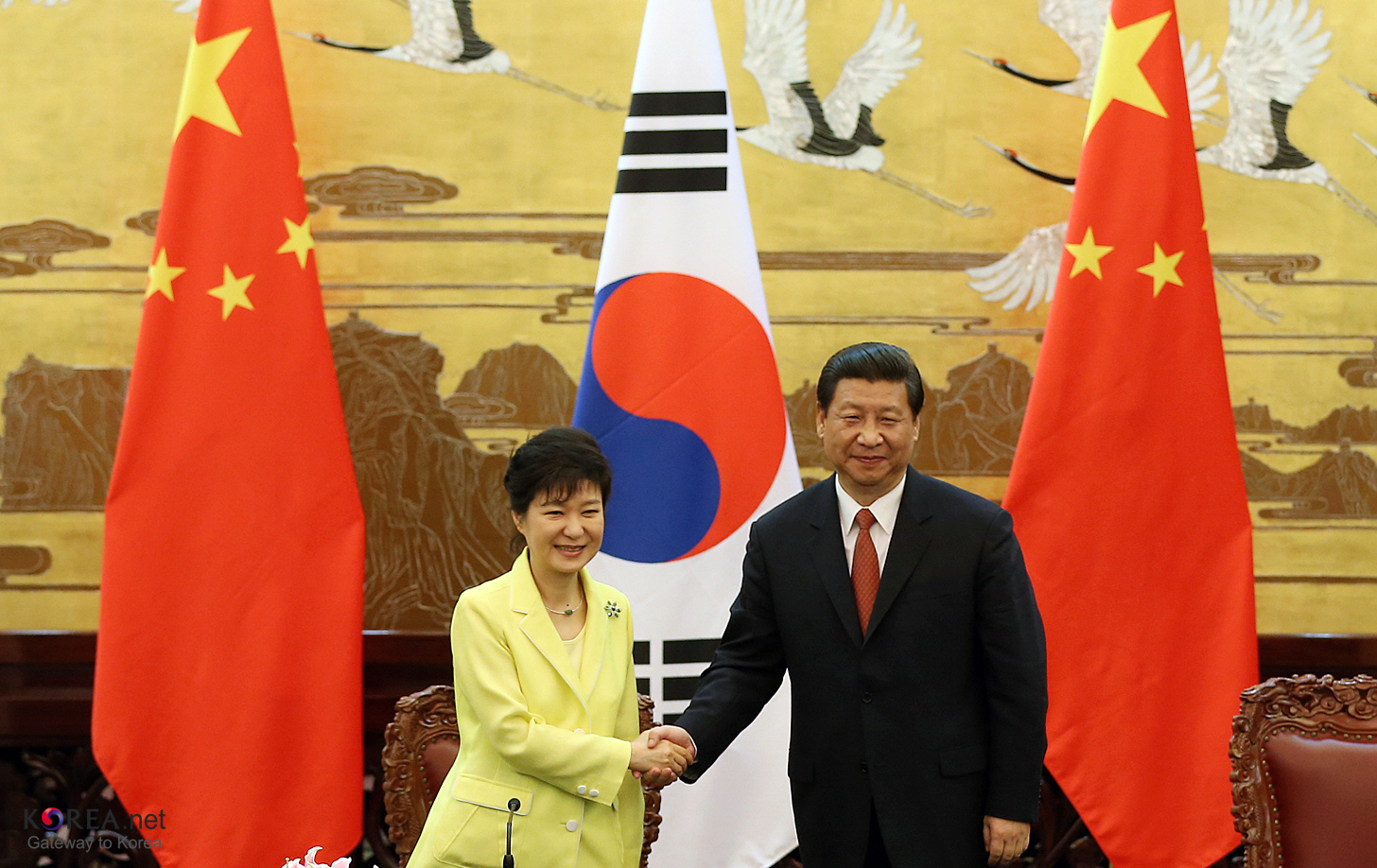
朴槿惠（左）与中共中央总书记、中国国家主席习近平（右）

朴槿惠执政前期，韩中关系关系稳步发展。2013年6月27日至6月30日，朴槿惠出任韩国总统于5月首访美国后出访中国，打破了历届韩国新总统就职后出访美、日、中、俄的惯例，先后访问北京和西安。在她访华期间，朴槿惠先后与中共中央总书记、中国国家主席习近平和中国国务院总理李克强举行会谈，会后韩中双方发表了《韩中面向未来联合声明》，同意深化全面战略合作伙伴关系。中方对朴槿惠提出的“东北亚和平合作构想”给予了赞赏和支持。6月29日，她在清华大学作了题为“迈向新的20年的韩中两国信任之旅”的演讲:311-313。在朴槿惠的建议下，中国在哈尔滨火车站修建了安重根义士纪念馆。2014年7月，中共中央总书记兼中国国家主席习近平携夫人彭丽媛访问首尔，此次访问也是习近平于2012年11月担任中共中央总书记成为最高领导人以来首次单独对一国进行国事访问。同时，这也是历史上首次中国领导人在还没有访问朝鲜的情况下，率先对韩国进行国事访问。在习近平访韩期间，双方确认有关韩中FTA已经接近完成谈判。同年11月，朴槿惠访问北京参加APEC峰会，期间与习近平举行会谈，双方宣布完成韩中FTA的实质性谈判。2015年，韩中关系已达到双方建交以来的最高水平。9月3日，中国在北京举行反法西斯70周年阅兵活动，朴槿惠应邀出席。特别地，在她访问北京期间，朴槿惠作为韩国总统登上天安门城楼。这在历史上是首次，体现出韩中关系正迈向新的阶段。同年11月，中国国务院总理李克强应朴槿惠邀请，对韩国进行正式友好访问并出席中日韩领导人会议，此次峰会也是自2012年中断后时隔3年首次举行。2016年起隨著朝鮮核子試爆逐漸成熟化，且中国政府在对朝鲜核问题上态度模糊，朴槿惠政府最终決定部署薩德反飛彈系統。由於其雷達潛在有探測到中國的能力，遭到中方政府反對，雙方開始有交惡跡象。

#### 韩日关系
在韩日关系上，朴槿惠强调历史认识对双方建立面向未来的合作关系至关重要:313。2012年起，日本政府对于历史问题的态度开始引起包括韩国在内的周边国家的不满，朴槿惠政府对日本否认历史的行为态度强硬，并多次强调只有正视历史才能面向未来。值得一提的是，朴槿惠是目前唯一一位在任期内没有访问过日本的韩国总统，且在其任内韩日高层交往一度中断。2015年12月，韩日两国原则上达成关于日军“慰安妇”問題的协议，日本为韩国政府设立的慰安妇受害者援助基金会提供10亿日元的财政预算。韩国政府的初衷是希望慰安妇受害者能够在过世前得到补偿。此协议因没能将日本强征慰安妇定性为战争罪行而遭到韩国慰安妇组织和部分媒体的批评。另一方面，为应对朝鲜核子试验和威胁，2016年11月，朴槿惠政府不顧在野黨反對，命令国防部缔结日韓秘密軍事情報保護協定，也在韓國社會引發反對聲浪。尽管后任政府由当时的反对派组建，该情报交换协议至今仍一直延续。需要指出的是，该情报交换协议需要每年续签才会继续生效。

### 遭弹劾
2016年10月爆出朴槿惠密友、親信崔順實的干政事件後，本就平凡的支持率隨之迅速暴跌至個位數，是韓國總統史上新低，繼續施政的機會不高，民眾要求辭職。11月4日，朴槿惠发表电视直播讲话，就好友崔顺实“幕后干政”事件表达立场。其後朴槿惠面临被韩国检方搜查指控。她聲稱：「如果国民要求的话，为查明真相，将诚实配合检方调查」，但卻一直拒絕法院傳喚，並以可能洩漏國家機密為由，力阻檢方進入青瓦台搜查。

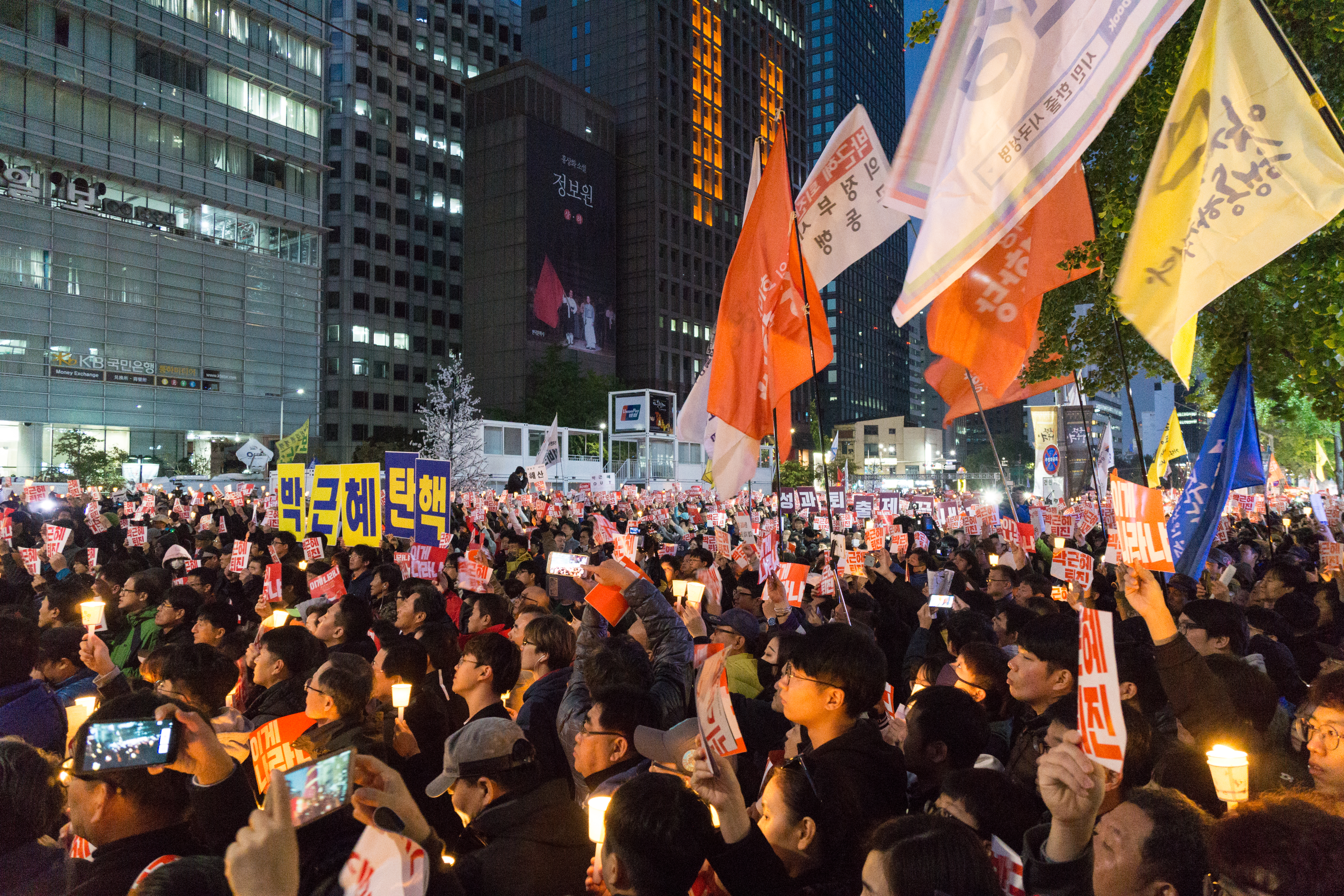
要求朴槿惠下台的示威民眾

2016年12月9日，韓國國會以贊成234票、反對56票、棄權2票、無效7票通過總統彈劾案，其身為總統而享有的一切職權立即停止，總統職務由國務總理黃教安代理。2017年3月10日，韩国宪法法院以8票全數通过裁定弹劾成立，是大韓民國史上首位因彈劾而解職的總統，也是第六共和國體制下首位未能完成任期的總統。此后，朴槿惠通过发言人表示：「向议员们和支持者致歉，并坚信真相总有一天会大白」。

## 被彈劾後
2017年3月31日，朴槿惠因涉及收賄868億韓元（約7,700萬美元、5.23亿人民币、22億新台币）、濫權、脅迫、洩密等多達13項罪行，檢方認為朴槿惠涉案重大且有毀證之虞，於當地時間凌晨3點被法院裁定收押，這也是繼全斗煥與盧泰愚之後第三位遭收押的總統，隨即送往首爾拘留所，囚衣番號503。
2017年10月20日，自由韓國黨召開會議作出要求朴槿惠退黨的處分決定。2017年11月3日，自由韓國黨正式開除她的黨籍。但有部分同党议员对此举不满。
2018年4月，朴槿惠因濫權貪賄等16項罪名被判囚24年。同年7月中，她再因收受資金及干預選舉等罪名，被增判監禁8年及罰款，總刑期增至32年；換言之，若她沒有獲特赦或扣減刑期，她將需要被監禁至98歲才能出獄。同年8月，干政案二審宣判，朴氏被加刑至判囚25年，崔顺实则被判20年。
2019年8月29日，韩国大法院就朴槿惠亲信干政案作出终审判决，撤销二审法院作出的判处有期徒刑25年和罚金200亿韩元的原判，发回首尔高等法院重审。
2020年7月10日，首尔高等法院对朴槿惠重审宣判，朴槿惠获刑20年。2021年1月14日，韩国大法院对朴槿惠作出终审判决，判处朴槿惠20年有期徒刑。
2021年12月24日，文在寅政府宣布特赦朴槿惠等人，12月31日生效。据报道，朴槿惠得知自己被特赦的消息后身心状况改善不少，除对总统文在寅及其政府表示感谢外，原本因健康恶化只能进食流食的她更胃口大开，当天特地点了一份软米饭。
2022年3月24日上午，朴槿惠出院并前往位于大邱达城郡的私邸。同年5月10日，與文在寅夫婦一同出席尹錫悅的就職典禮。

## 争议

### 世越号事故处理
2014年4月16日，韩国发生世越号沉没事故，304人罹难，其中多数为高中生。朴槿惠于10时接到事故报告，但是此后不知去向，直到17时许才出面。有观点认为，政府部门的失能延误了黄金救援时间。部分韩国民众认为政府失能，对民众漠不关心，支持率从事故发生前的71%立即下降到40%。由于朴槿惠未明确说明事故报告后7小时内的行踪，韩国甚至出现了“世越号船难是邪教献祭仪式”的阴谋论。

### 打壓異見藝人
由于韓國政府在世越号沉没事故上處理失當、包庇及隱瞞真相，一些韩国藝人曾批評朴槿惠，或在總統選舉支持對手文在寅和首尔市长选举支持在野党的候选人朴元淳。
2016年10月16日《韓國日報》報導：朴槿惠辦公室對「文化體育觀光部」發出公文，對9,473名文化圈人士（包括演員、導演與製片）取消一切資金補助與拍攝協助，包括有「國民影帝」之稱的宋康昊（因演出《正義辯護人》男主角，諷刺獨裁者全斗煥）、影后金惠秀與名導演朴贊郁等。黑名单列出9,473名，特检调查过程中发现前文观部部长赵允旋和前青瓦台秘书室长金淇春受朴槿惠总统的指示制作了文艺界黑名单，并以滥用职权罪拘留起诉。另一方面，朴槿惠政府则通过全国企业联合会积极向亲政府团体支援，把亲政府团体列为白名单。
2016年10月12日，首尔特别市长朴元淳主张若黑名单属实，则应弹劾朴槿惠总统。此后随着崔顺实干政事件的爆发，文艺工作者积极参与了反朴槿惠的示威。赞成罢免朴槿惠的相关人士则认为黑名单事件可作为罢免事由。

### 崔順實特權事件
朴槿惠在2016年10月承認，在青瓦台秘书官体系建立以前的一段时间，曾向閨中密友崔順實征求关于演講稿等官方文件的意见，她為此向全國人民鞠躬道歉。中央東洋廣播公司（JTBC）前一日突然深夜報導，崔順實曾先拿到總統演講稿，而且可能還修改部分內容。該報導已經證據確實，據信是檢調在崔順實辦公室電腦中搜查到的200個檔案被人放風給媒體，逼迫朴槿惠政府承認。韓國「中央日報」隔日也在頭版報導，崔順實事前收取到朴槿惠總統演講稿等44份機密文件，並進行修改，但她未在政府任公職，卻得到甚多實質權力，違反了法律及民主。事後朴的支持度降至17%低點，一週後又降至5%。
2016年10月至11月期间，首爾清溪川廣場及釜山、蔚山等各地均爆發過萬名民眾大規模集會，要求朴槿惠下台。11月12日，韩国首尔出现超100萬的，韓國現代史上規模最大的示威，韓國法院更破天荒批准在青瓦台周遭的集會申請。及後支持度降至4%，打破總統最低民調紀錄，其中年輕人支持度為0%。不僅多達百萬人遊行要她下台，連執政黨內部亦有聲音要求其退黨，部分黨員退黨以示抗議。而執政黨的「反朴派」領袖、前黨魁金武星更帶頭表明推動進行彈劾。

## 个人生活
朴槿惠至今未婚，亦无子女，加之“朴正熙之女”的光環使其立志成为韩国的撒切尔夫人。韩国媒体称，朴槿惠一生独身，被称为“嫁给韩国的女人”，此外，朴槿惠的笑容也令人对她留下深刻的印象。
中國大陸、香港的一些媒体纷纷强调朴槿惠和中国之间的渊源。而其父朴正熙曾以總統身分訪問臺灣。朴槿惠与中華民國颇有渊源，涉足政坛前的1987年7月获得台灣中國文化大学名誉文化博士学位，2001年又在中國文化大学修完最高产业战略课程。
|  | 我没有家庭可以照顾，没有子女可以继承财富。国家是我唯一希望服务的对象！ |

2013年7月30日，正在猪岛休假的韩国总统朴槿惠在Facebook上晒自己的度假休闲照。她称，在这里回忆起和家人度假的美好时光。位於慶尚南道巨濟市長木面的猪島，自1954年至1993年一直是韓國總統的度假地，目前是軍方管理全島，便於警衛工作。據悉，1967年7月還是聖心女高1年級學生的朴槿惠和家人曾在猪島海邊度假，朴槿惠的比基尼照片就是當時留下的。這次朴槿惠登出了5張在度假地拍攝的照片，同時上傳了題為《記憶中的猪島》的文章。朴槿惠寫道：“任時光流逝，猪島風光依舊……和平的美景讓人心醉。遠離世俗的繁複，找回內心平靜，漫步與自然融為一體的白沙灘……”朴槿惠還寫道“35年有余的歲月，猪島一直佔據着內心一角，重游留有父母記憶的故地，難掩思念之情。”既然是“35年有余”，朴槿惠應該是在離開青瓦台之前的上世紀70年代末來過猪島。

## 著作
- 《朴槿惠日记》2012，中文版2014上海译文出版社
- 《朴槿惠自传-绝望锻炼了我》2007，中文版2015译林出版社

## 選舉履歷
| 年度 | 選舉屆數            | 選舉區           | 所屬政黨 | 得票數     | 得票率 | 當選標記 | 備註 |
| ---- | ------------------- | ---------------- | -------- | ---------- | ------ | -------- | ---- |
| 1998 | 4月補選（國會議員） | 大邱廣域市達城郡 | 大國家黨 | 34,271     | 62.50% |          |      |
| 2000 | 第16屆國會選舉      | 大邱廣域市達城郡 | 大國家黨 | 37,805     | 61.39% |          |      |
| 2004 | 第17屆國會選舉      | 大邱廣域市達城郡 | 大國家黨 | 45,298     | 70.04% |          |      |
| 2008 | 第18屆國會選舉      | 大邱廣域市達城郡 | 大國家黨 | 50,149     | 88.58% |          |      |
| 2012 | 第19屆國會選舉      | 比例代表         | 新世界黨 | 9,129,226  | 42.80% |          |      |
| 2012 | 第18屆總統選舉      | 大韓民國         | 新世界黨 | 15,773,128 | 51.55% |          |      |

## 荣誉

### 官方勋奖
- -  无穷花大勋章（2013年2月27日于首尔[66]）
- 奥地利
  -  大星级奥地利共和国功绩勋章
- 秘魯
  -  大十字级秘鲁太阳勋章
- 英国
  -  司令级大英帝国勋章（2013年11月[67]）

### 名誉学位
- 中華民國中國文化大學文学名誉博士（1987年）[2]:1
- 韩国科学技术院名誉博士（2008年）[2]:1
- 西江大学名誉博士（2010年）[2]:1
- 釜庆国立大学名誉博士 详见釜庆大学条目